# César Martín Villar
César Martín Villar (Oviedo, 1977. április 3. –) spanyol válogatott labdarúgó.
A spanyol válogatott tagjaként részt vett a 2004-es Európa-bajnokságon.

## Sikerei, díjai
Deportivo La Coruña
- Spanyol bajnok (1): 1999–00
- Spanyol kupagyőztes (1): 2001–02
- Spanyol szuperkupagyőztes (2): 2000, 2002